# Amber Frank
Amber Dawn Frank, född 2 december 1998 i Tampa i Florida, är en amerikansk skådespelerska. Hon är känd för sin roll som Taylor Hathaway i Nickelodeon-serien Det hemsökta huset.

## Filmografi (i urval)
- 2008 – She Could Be You
- 2010 – I Didn't Know I Was Pregnant (TV-serie)
- 2010 – Monster Mutt
- 2011 – Man Up! (TV-serie)
- 2013–2015 – Det hemsökta huset (TV-serie)
- 2014 – The Thundermans (TV-serie)
- 2015 – Un gallo con muchos huevos
- 2016 – Emma's Chance
- 2016 – Vanished – Left Behind: Next Generation
- 2017–2020 – Spirit Riding Free
- 2018 – Party Mom
- 2020 – Hubie Halloween